# Teodora Kolarowa
Teodora Kolarowa (bulgarisch Теодора Коларова; * 29. Mai 1981) ist eine bulgarische Leichtathletin. Über 800 Meter erreichte sie bei den Europameisterschaften 2006 den Finallauf.
Kolarowa schied bei den Weltmeisterschaften 2005 in Helsinki im Vorlauf aus. Auch bei den Hallenweltmeisterschaften 2006 erreichte sie nicht das Finale. Ihren größten Auftritt hatte Kolarowa bei den Europameisterschaften 2006 in Göteborg. Die Bulgarin steigerte sich vom Vorlauf bis zum Finallauf von Rennen zu Rennen. Im Finale kratzte sie dann an der 2-Minuten-Marke, scheiterte jedoch sehr knapp. Sie kam auf eine Zeit von exakt 2:00,00 min, was für sie eine neue persönliche Bestleistung bedeutete. Sie belegte damit bei dem Doppelsieg der Russinnen Olga Kotljarowa (1:57,38 min) und Swetlana Kljuka Rang sechs.
Im Oktober 2007 wurde durch die bulgarische Leichtathletik-Föderation BFLA bekannt, dass eine Dopingkontrolle bei Kolarowa positiv ausgefallen war. Bei einer unangemeldeten Trainingskontrolle, die ihr am 26. Juni in Sofia entnommen wurde, war das Mittel Testosteron in ihrem Urin entdeckt worden. Sowohl A- als auch die B-Probe fielen positiv aus. Kolarowa wurde für zwei Jahre gesperrt.

## Weblink
- Teodora Kolarova in der Datenbank von World Athletics (englisch)

| Personendaten    | Personendaten                                         |
| ---------------- | ----------------------------------------------------- |
| NAME             | Kolarowa, Teodora                                     |
| ALTERNATIVNAMEN  | Коларова, Теодора (bulgarisch)                        |
| KURZBESCHREIBUNG | bulgarische Leichtathletin, Hauptdisziplin: 800 Meter |
| GEBURTSDATUM     | 29. Mai 1981                                          |